# Fujieda MYFC
Fujieda MYFC (em japonês: 藤枝 MYFC) é um clube de futebol do Japão, que atualmente disputa a J2 League (segunda divisão nacional). Sua sede fica na cidade de Fujieda.

## História
Fundado em 2004 com o nome de Nelson Yoshimura Clube de Futebol, em homenagem a Nelson "Daishiro" Yoshimura, brasileiro naturalizado japonês que havia morrido um ano antes. Em 2008 adotou pela primeira vez o nome Fuijeda MYFC.
Em 2009, chegou a ser treinado por Kunishige Kamamoto, ídolo do futebol japonês nas décadas de 1960 e 1970. Um ano depois, absorveu o Shizuoka FC, time da Liga de Futebol de Tokai, passando a se chamar Shizuoka Fujieda MyFC, tendo recuperado o nome anterior em 2011.
Participou da primeira edição da J3 League, em 2014, e permaneceu por mais 8 temporadas até conquistar o inédito acesso à J2 em 2022.

## Estádio
A equipe do Fujieda MYFC manda seus jogos no Fujieda Sports Complex Park, estádio com capacidade para 13.000 lugares. 

## Uniforme
Uniforme 1Camisa lilás, calção lilás e meias lilás.
Uniforme 2Camisa branca, calção branco e meias brancas.